# Chiesa di Santa Giusta (Gesico)
La chiesa di Santa Giusta è un edificio religioso situato a Gesico, centro abitato della Sardegna meridionale. Consacrata al culto cattolico è sede dell'omonima parrocchia e fa parte dell'arcidiocesi di Cagliari.
La chiesa, ubicata nell'antico rione di Gesigu Mannu, è stata edificata tra il 1400 ed il 1500. Durante gli ultimi lavori di riqualificazione è stata rinvenuta un'abside bizantina a testimonianza della presenza di un impianto preesistente.
Al suo interno è custodito un retablo opera del pittore campano Giulio Adato ed un crocifisso ligneo del diciassettesimo secolo, il Cristo Nero, appartenente alla scuola del Nicodemo.

## Galleria d'immagini

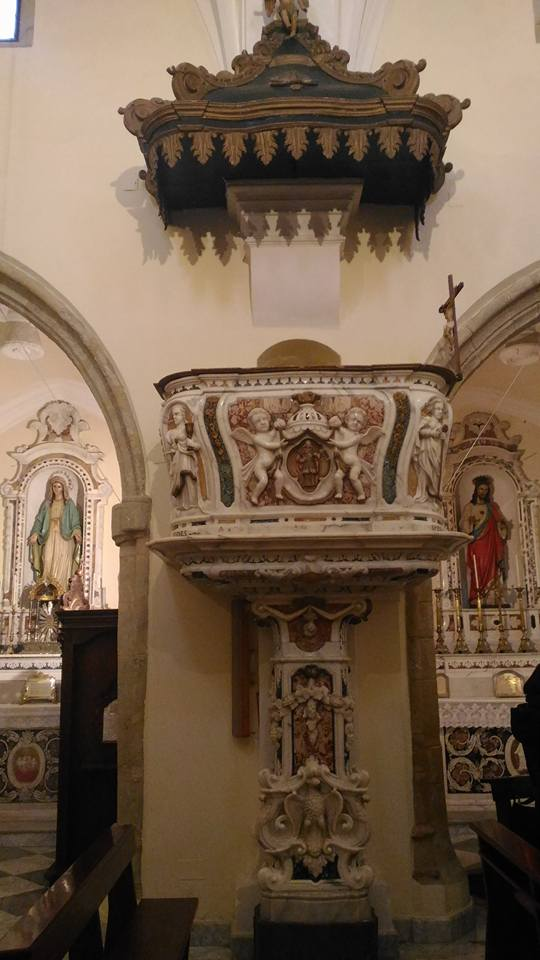
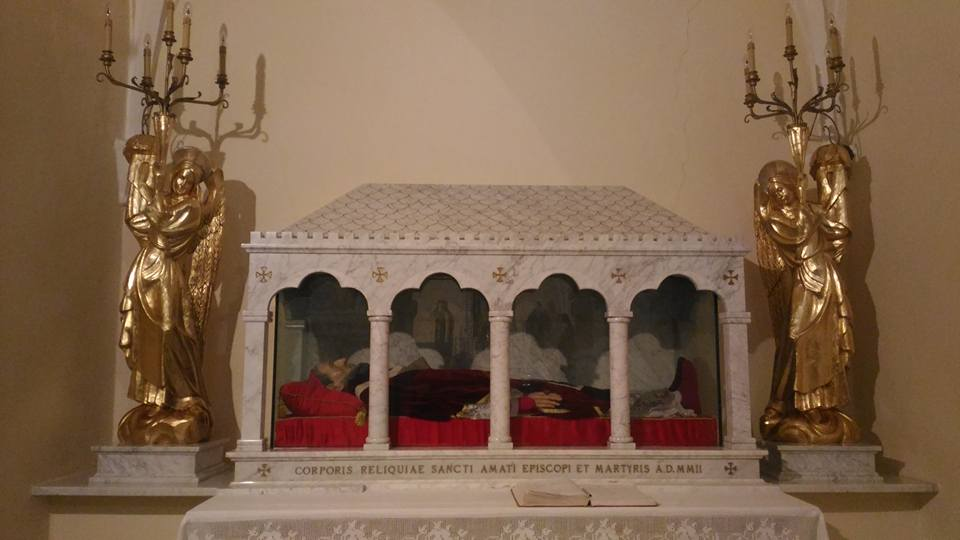
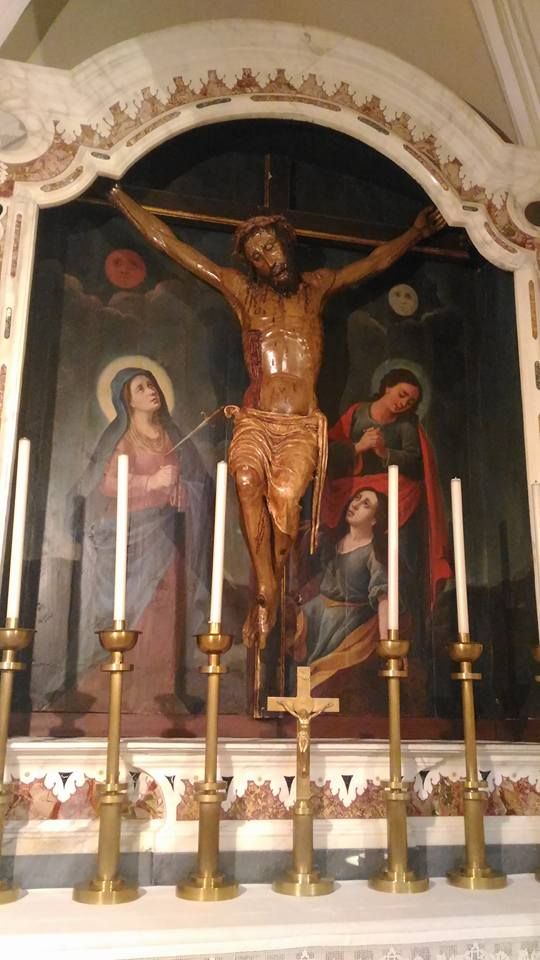